# ساحة الشهداء (بيروت)

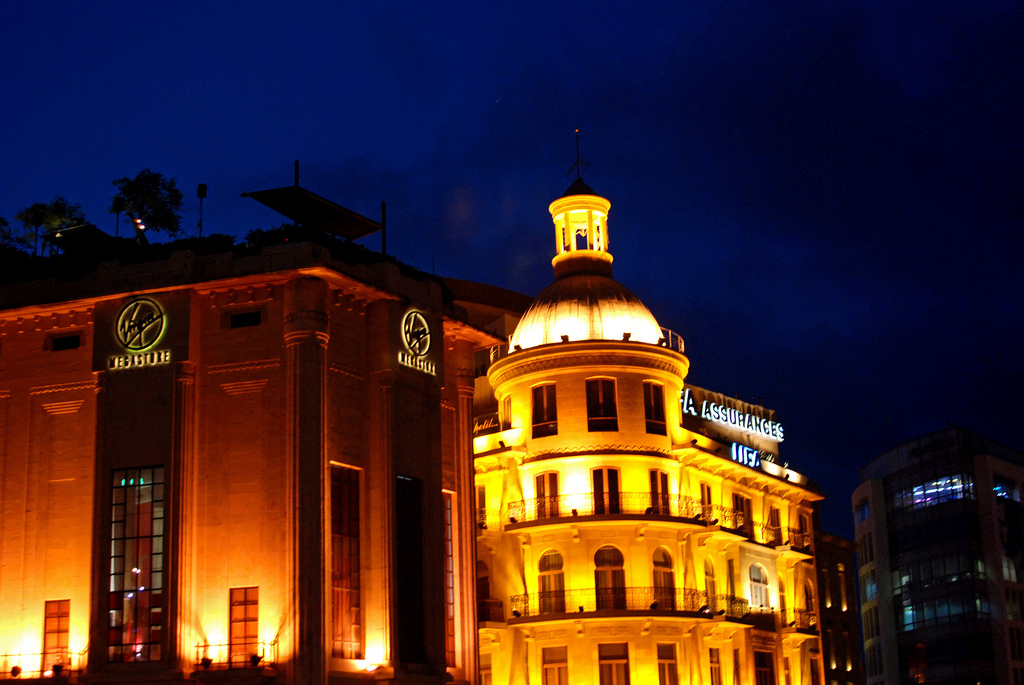
مبنى دار الأوبرا القديمة في ساحة الشهداء

الدمار في ساحة الشهداء بسبب الحرب

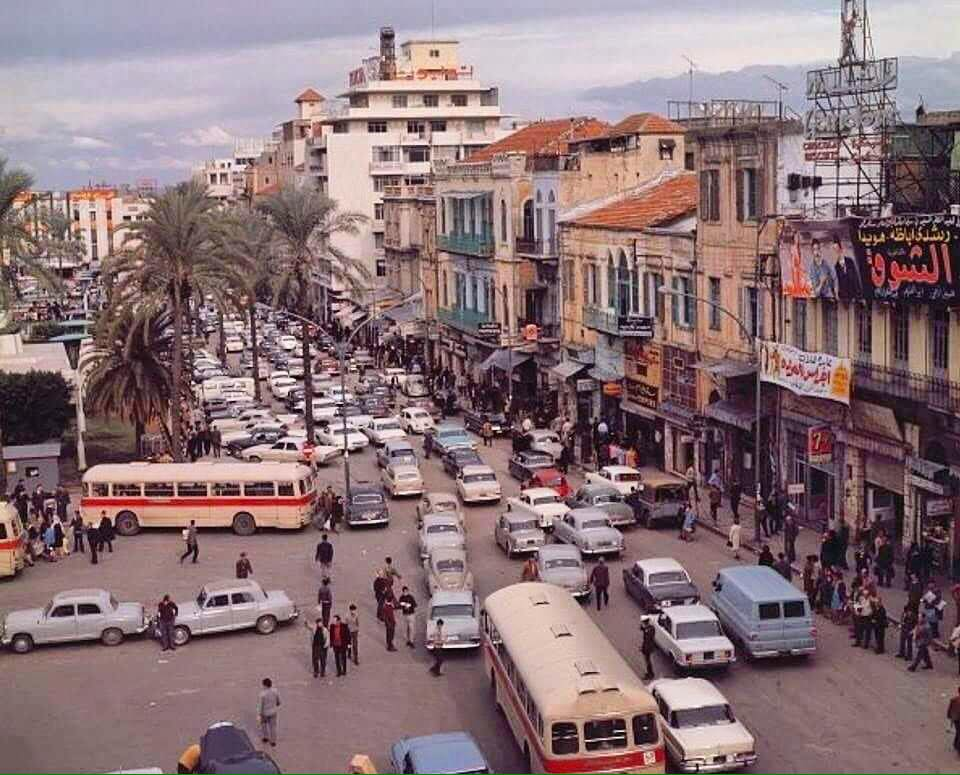
ساحة الشهداء، بيروت، لبنان، 1960

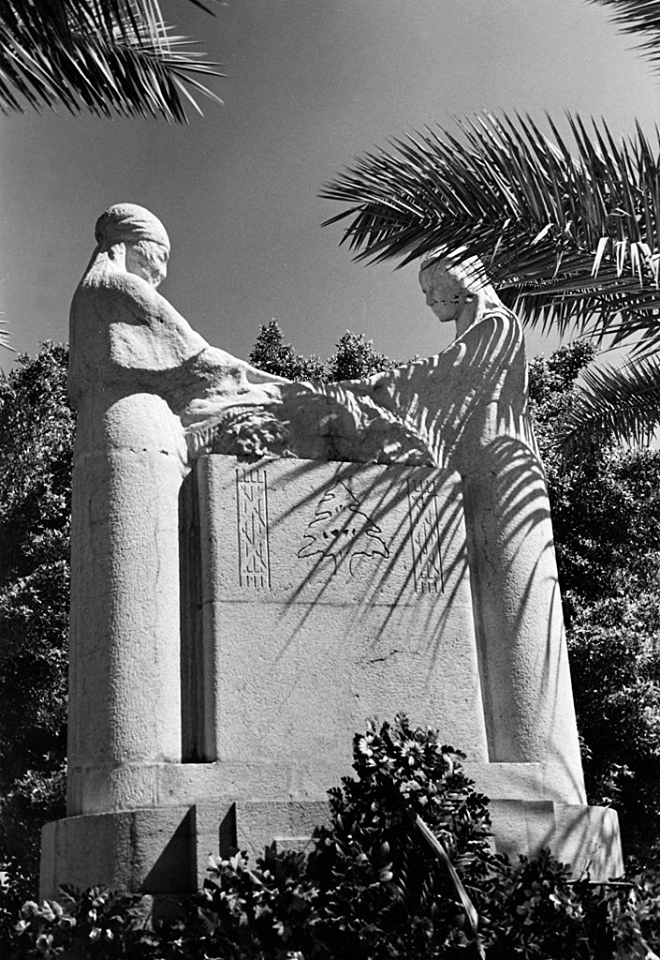
تمثال ساحة البرج القديم، بيروت عام 1939

ساحة الشهداء هي كبرى ساحات بيروت عاصمة لبنان وقلب وسطها التجاري. وسميت بالشهداء لأنها الساحة التي أعدم فيها الوالي العثماني رجالا وطنيين عرفوا بشهداء لبنان.

## تاريخ الساحة

### بساتين فخرالدين
كان الأمير فخر الدين المعني الثاني أول من حوّل المنطقة الشرقية خارج أسوار بيروت، آنذاك، إلى ساحة فخمة شيّد عليها قصر حجري على الطراز التوسكاني الإيطالي وذلك في بدايات القرن السابع عشر الميلادي. وأنشأ حولها الحدائق فسميت المنطقة «ببساتين فخر الدين». وكان استعمل في بنائها حجارة من قصور خصومه آل سيفا. ولاحقا، انتقم أحد أفراد آل سيفا بتدمير هذا القصر.

### ساحة المدفع
في القرن الثامن عشر، رمّم أحمد باشا الجزار القصر وحوّله إلى برج لمراقبة سواحل البحر المتوسط تحسّبا لهجوم الأساطيل. وفي إحدى غارات الأسطول الروسي، رسوا على الشاطئ البيروتي وأحضروا مدافعهم إلى الساحة لدك البرج فسميت المنطقة حينها «بساحة المدفع».

### ساحة البرج
وفي عام 1831م، دخلت قوى إبراهيم باشا إلى لبنان واتخذت من هذه الساحة معسكرا لجيوشه المصرية ورمم البرج القديم وزادوا طوله إلى 60 قدما وعرضه إلى 12 قدما وسموه «البرج الكاشف». وسماه أهل بيروت «برج الكشاف» ومنهم من سموه «برج الكشاش» لاستعماله في «كش الحمائم»، أي طردها باللهجة البيروتية. وسميت الساحة «بساحة البرج».

### تجميل الساحة
وفي عام 1878م، زين فخري بك الساحة إذ ذُكر في صحافة تلك الأيام: 
".

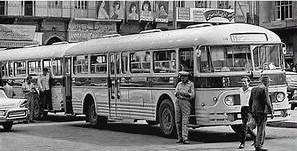
ساحة الشهداء 1969

وبنى العثمانيون في القرن الثامن عشر مبنى سمي بالسراي والذي استخدم كمبنى مركزي للحكم العثماني. ومن هذه السراي أُعلن استقلال لبنان إثر أحداث بشامون.

### ساحة الشهداء
في عام 1916، أعدم جمال باشا، الذي عرف بالسفاح، 14 وطنيا لبنانيا وسوريا في الساحة إثر خسارة الدولة العثمانية الحرب العالمية الأولى متهما إياهم بمساعدة الأعداء. وحين دخل الفرنسيين إلى بيروت، أنشأوا قوسا ليخلّدوا ذكرى الشهداء. وأمر الجنرال غورو بتسمية المكان «ساحة الشهداء». ثم بنوا نصبا قام به النحات يوسف الحويك من الصخر اللبناني يمثل امرأة مسلمة وأخرى مسيحية يندبان على قبر. لكن تم هدمه إبان الاستقلال، لما اعتبره اللبنانيون رمزا للخنوع والذل.
في عام 1932م شيّد عبود عبد الرزاق سينما الأوبرا التي حلّت محل البورصة القديمة في بيروت وأصبحت من معالم الثقافة في الساحة.

### إنشاء النصب
في العام 1950م، أمر رياض الصلح بتهديم السراي لتوسيع الساحة وإنشاء مناطق تجارية حديثة فأصبحت ساحة الشهداء قلب بيروت التجاري. وفي عام 1952م أواخر عهد الرئيس الشيخ بشارة الخوري خصصت الحكومة جائزة دولية لوضع تصميم جديد لنصب الشهداء وتم اختيار تصميم المهندس سامي عبد الباقي وهو عبارة عن قوس بارتفاع 27 مترا وعرض 24 مترا وتحته مسلة بارتفاع 8 أمتار، تعلوها مصطبة على جانبيها شعلتان دائمتا الاشتعال. إلا أن حوادث عام 1958 حالت دون إتمام العمل.
وبعد أحداث 1958، كلّف مجلس مدينة بيروت البلدي النحات الإيطالي مارينو مازاكوراتي بنحت نصبا جديدا للشهداء. وأنهى العمل بعد 30 شهرا بإنتاج تمثال يرمز إلى الحرية تمثلها امرأة ترفع مشعلا بيد وتحيط بيدها الأخرى شاب وعلى الأرض أمامها ووراءها شهيدان ليتم تدشين النصب رسميا عام 1960 برعاية الرئيس اللواء فؤاد شهاب.
وخلال الحرب الاهلية الثانية بعد الاستقلال (1975م - 1990م)، أصبحت الساحة خط تماس بين المتصارعين لمدة 15 عاما مما حولها إلى منطقة دمار رهيبة. وبعد انتهاء الحرب في عام 1991م، وإنشاء منطقة سوليدير كمشروع ضخم لإعادة إعمار وسط بيروت، أُعيد تأهيل وبناء الساحة بحسب مخططات حديثة وأنشئ مسجد محمد الأمين الضخم غربي الساحة ورمم نصب الشهداء وعادت الساحة قلب العاصمة بيروت من جديد. وأُقيمت فيها العديد من الاحتفالات والمهرجانات الثقافية والفنية التي جذبت ألوف من الجماهير.

### ساحة الحرية
وفي عام 2005، بعد اغتيال الرئيس رفيق الحريري، أصبحت الساحة ملتقى الاستقلاليون الجدد وشاهدت حشود ضخمة سميت بالمليونية التي أطلقت ودعمت ثورة الأرز. وسميت الساحة بعدها «بساحة الحرية».

## معرض صور

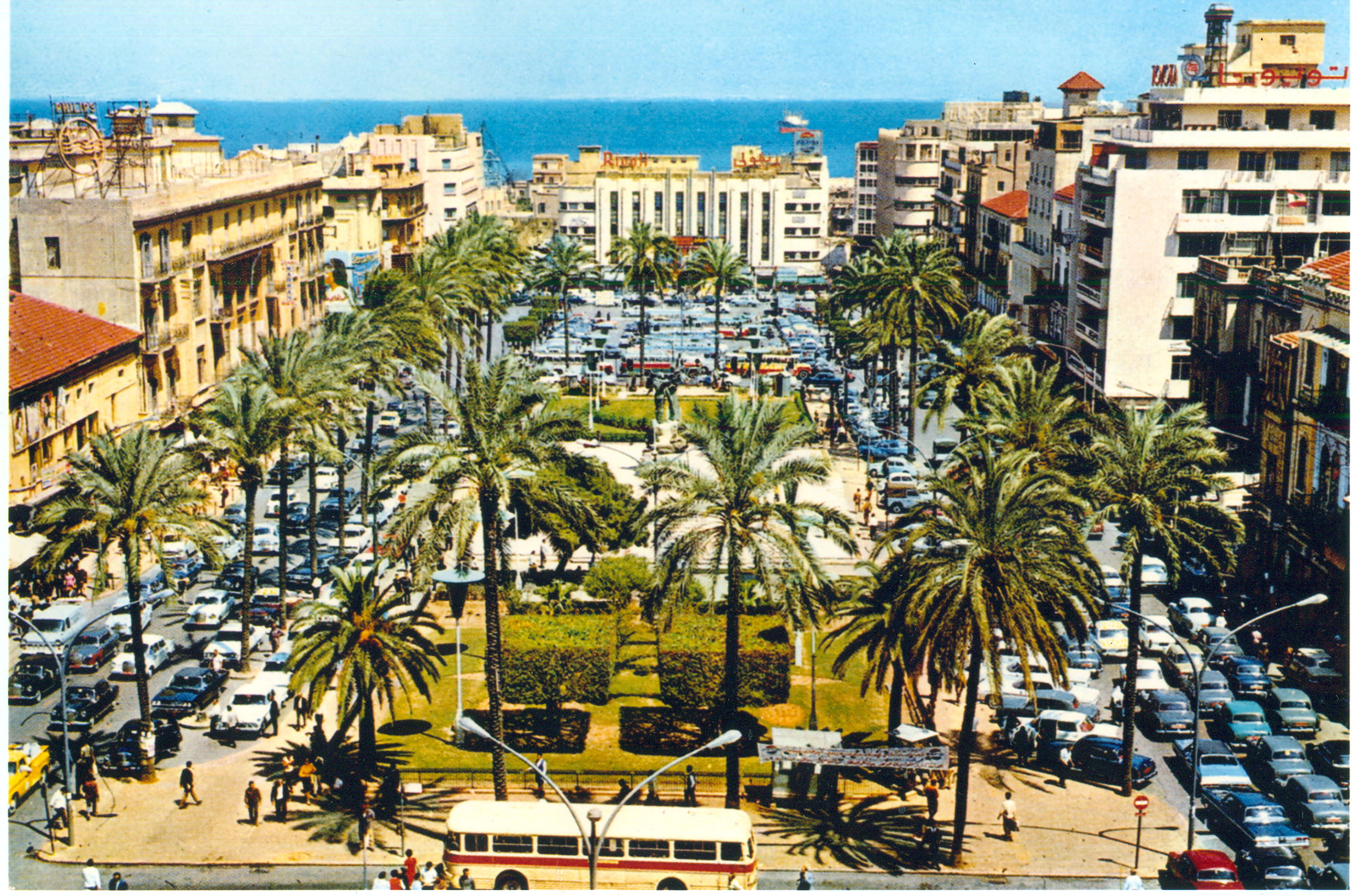